# 城东街道 (莎车县)
城东街道是中华人民共和国新疆维吾尔自治区喀什地区莎车县下辖的一个街道办事处。

## 行政区划
城东街道下辖以下村级行政区划单位：
旅游路社区、友谊社区、团结社区、老成社区、昆其力克社区、古城社区、阿依丁库力社区、布拉克贝什社区、惠民社区、长安路社区、安泰路社区、永乐社区、疆南社区、昆其力克村、前进村、恰萨村。